# Toshio Hosokawa

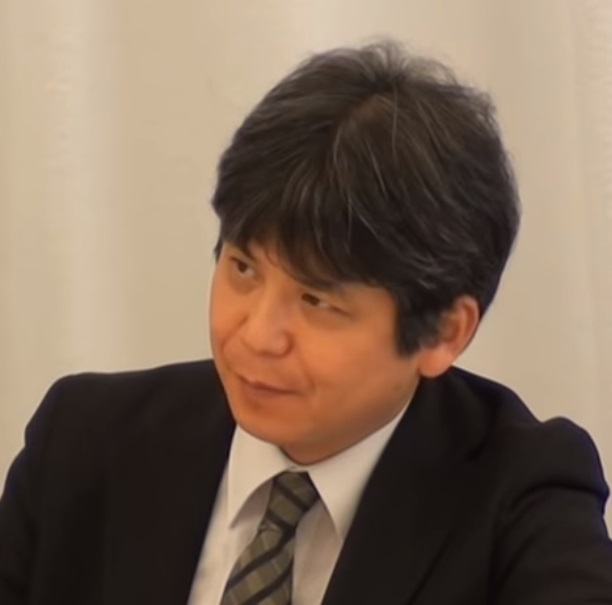
Toshio Hosokawa (2011)

Toshio Hosokawa (jap. 細川 俊夫, Hosokawa Toshio; * 23. Oktober 1955 in Hiroshima) ist ein japanischer Komponist.
Er gehört zu den wichtigsten zeitgenössischen Komponisten Japans. Seine Kompositionen umfassen Orchesterwerke, Solokonzerte, Kammermusikwerke und Filmmusik, aber auch Musik für traditionelle japanische Instrumente.

## Leben
Toshio Hosokawa begann im Alter von vier Jahren Klavier zu spielen. Nach ersten Studien (Klavier und Komposition) in Tokio kam er 1976 nach Berlin, um Komposition an der Universität der Künste bei Isang Yun zu studieren. Von 1983 bis 1986 nahm er in Freiburg im Breisgau an der Hochschule für Musik bei Klaus Huber ein weiteres Studium auf.
Breitere Aufmerksamkeit wurde ihm erstmals von 1989 bis 1998 zuteil, als er der künstlerische Direktor des jährlich stattfindenden Akiyoshidai International Contemporary Music Seminar und Festival war. 1998 wurde seine Oper Vision of Lear bei der Münchener Biennale uraufgeführt. Daraufhin war er Gast-Komponist und Dozent bei fast allen wichtigen Festivals zeitgenössischer Musik. Er wirkte auch als Dozent bei den Darmstädter Ferienkursen, 2004 wirkte er in der Jury der Weltmusiktage der Internationalen Gesellschaft für Neue Musik ISCM.
Auf Einladung von Walter Fink war er 2008 der 18. Komponist im jährlichen Komponistenporträt des Rheingau Musik Festivals. Er stellte sich vor mit Kammermusik und dem Oratorium Voiceless Voice in Hiroshima.
Toshio Hosokawa ist verheiratet und lebt heute in Nagano in Japan.

## Musik
Hosokawa sagt, in der europäischen Musik sei ein Ton nur ein Teil eines Ganzen, während in der japanischen Musik eine Note eine Landschaft darstelle, es folgt immer auf einen Klang eine Pause, dann wieder ein Klang und eine Pause.
Seine Musik charakterisiert er folgendermaßen: „Es ist als wenn man langsam durch einen Garten ginge.“
Er begann sich nach dem Studium der europäischen Musik für die traditionelle japanische Musik zu interessieren, deren Verständnis er erst durch das Studium in Europa erlangt hatte.

## Preise und Ehrungen (Auswahl)
- 1982: Irino-Preis für Junge Komponisten
- 1982: Erster Preis des Kompositionswettbewerbs anlässlich des 100. Geburtstages des Berliner Philharmonischen Orchesters
- 1984: Arion-Musikpreis
- 1985: Kompositionspreis der jungen Generation in Europa
- 1988: Kyoto-Musikpreis
- 1998: Rheingau Musikpreis
- 1998: Musikpreis der Stadt Duisburg
- 2008: Fünfter Roche-Commissions-Kompositionsauftrag[3]
- 2021: Goethe-Medaille[4]
- 2024: BBVA Foundation Frontiers of Knowledge Award[5]

## Kompositionen
Oper
- Vision of Lear (1998)
- Hanjo (2004)
- Matsukaze (2011) für eine Choreografie von Sasha Waltz
- Stilles Meer (2016, Auftragswerk der Hamburgischen Staatsoper, den Opfern des Tōhoku-Erdbebens und des Tsunami gewidmet)[6]
- Erdbeben. Träume (2018, Auftragswerk der Staatsoper Stuttgart)[7]

Oratorium
- Voiceless Voice in Hiroshima für Solisten, Sprecher, Chor, Tape (ad lib.) und Orchester (1989/2001)[8]
- Sternlose Nacht für 2 Soprane, zwei Sprecher, Chor und Orchester, mit Texten von Gershom Scholem, Masao Masinushi und Georg Trakl. UA: 2010, Baden-Baden[9]

Für Orchester
- Ferne Landschaft I (1987)
- Ferne Landschaft II (1996)
- Ferne Landschaft III (1996)
- Wind from the Ocean (2003)
- Woven Dreams (2010)

Konzertantes
- Lotus under the Moonlight – Hommage à Mozart für Klavier und Orchester (2006)
- Concerto for Horn and Orchestra – Moment of Blossoming (2011)
- Ceremony für Flöte und Orchester (2021–2022)

Für Ensembles
- Voyage I–VI (1997–2002)
- Somon-ka (2001–2002)

Kammermusik
- Winter bird (1978)
- Sen I–VII (1984–1995)
- Vertical Time Study I–III (1992–1994)
- Für Walter (2010) für Saxophon und Klavier, Schlagzeug ad lib., für Walter Fink[10]
- The Water of Lethe (2016) für Klavierquartett, Auftragskomposition für das Fauré Quartett

Chorwerke:
- Tenebrae (1993)
- Mein Herzensgrund, unendlich tief (2004)
- Zwei Blumenlieder

Musik für traditionelle japanische Instrumente:
- New Seed of Contemplation (1985/1995)
- Garden at First Light (2003)

Filmmusik
- 1990: The Sting of Death (Shi no Toge) – Regie: Kōhei Oguri
- 1996: Der schlafende Mann (Nemuru Otoko) – Regie: Kōhei Oguri